# Västra stambanan

Västra stambanans dragning.

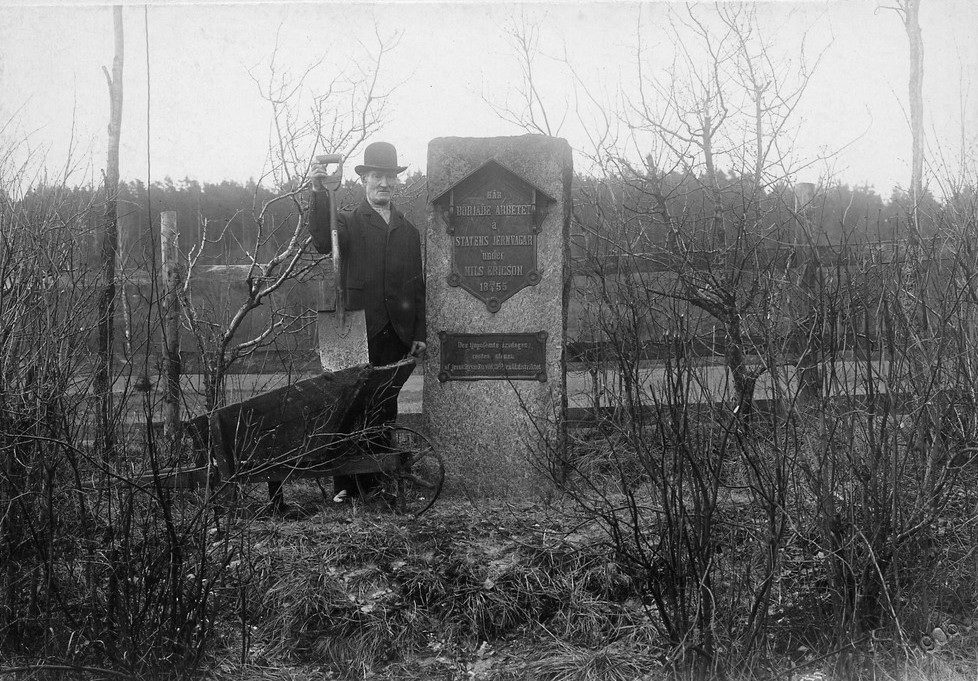
Per August Skog vid Skaverydsstenen 1880, en minnessten över det första spadtaget på Västra stambanan, vid Skaveryd, väster om Alingsås. Den 30 april 1855 fyllde arbetschefen, kapten J. Westman några spadtag i den första skottkärran, som sedan kördes bort av arbetsförmannen Per August Skog. Därefter slog löjtnant Carl Adelsköld ner den första riktkäppen. Stenen restes vid 25-årsjubileet 1880.

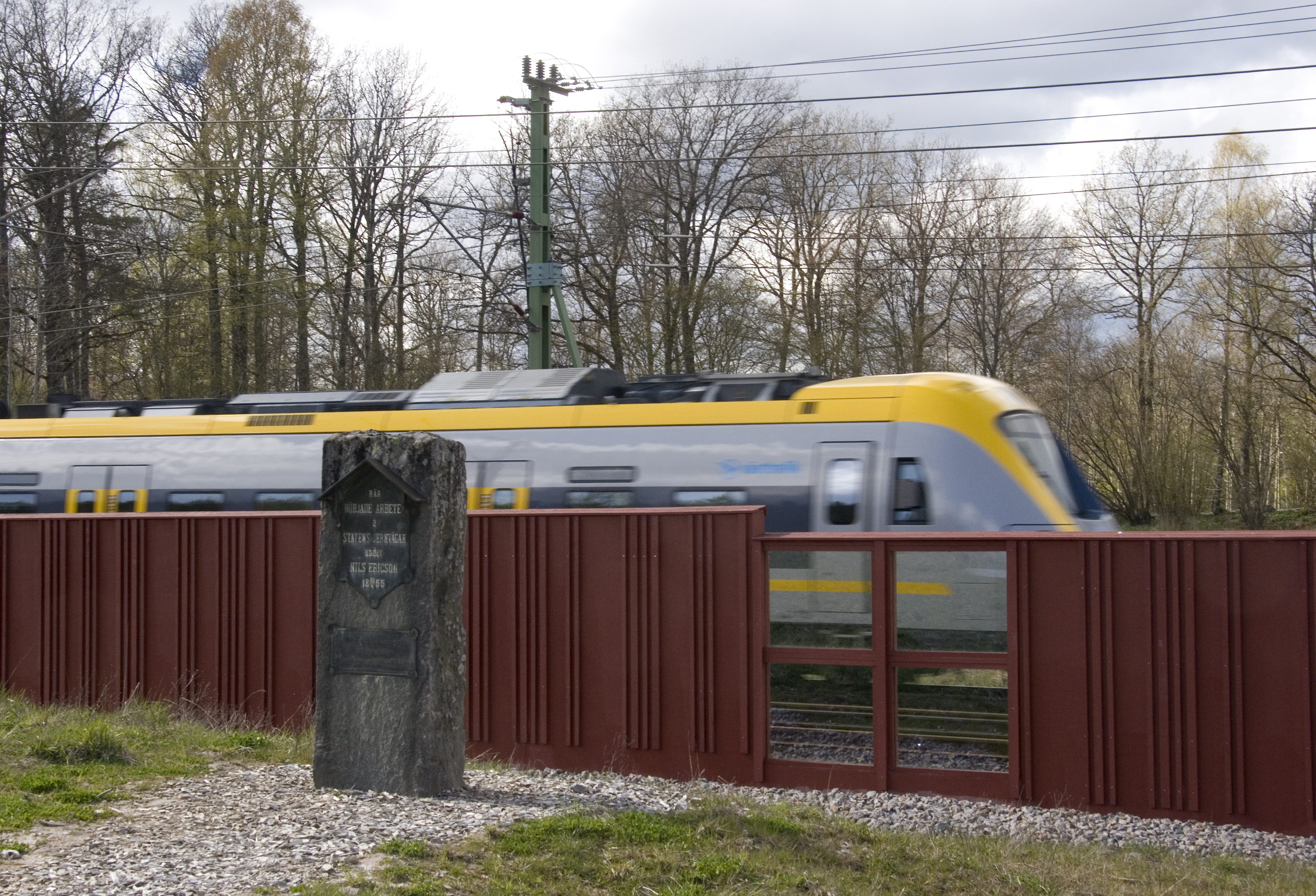
Passagerartåg passerar förbi Skaverydsstenen i april 2015.

Västra stambanan, förkortat VSB eller WSB, är den järnväg som förbinder Sveriges två största städer, Stockholm och Göteborg. Järnvägen byggdes som huvudlinje mellan orterna – en stambana – av staten på mitten av 1800-talet och gick ursprungligen från Stockholms södra station via Södertälje, Flen och Katrineholm och vidare till Hallsberg och Laxå. Banan korsar Göta kanal i Töreboda och går via Skövde, Falköping, Herrljunga och Alingsås till Göteborgs centralstation. I norr förlängdes linjen tidigt till Stockholms centralstation genom bygget av Sammanbindningsbanan, som idag räknas till Västra stambanan.
Banan går till största delen över flackt landskap och är förhållandevis rak förutom på sträckorna närmast de båda ändstationerna. Det gjordes vissa linjerätningar där när man byggde ut linjen till dubbelspårig under den första hälften av 1900-talet, men fortfarande är sträckan från Göteborg till Alingsås station och från Södertälje hamn till Stockholm de kurvrikaste på linjen. Den sistnämnda sträckan har dock kompletterats med en parallell och rakare linje från Järna till Flemingsberg kallad Grödingebanan, och som även den räknas till Västra stambanan.
Trafiken är mycket tät, i synnerhet närmast ändstationerna där Storstockholms Lokaltrafik och Västtrafik kör pendeltåg (se Stockholms och Göteborgs pendeltåg); i övrigt går det snabbtåg, regionaltåg och vanliga fjärrtåg samt många godståg. Det råder kapacitetsbrist, särskilt på sträckan från Alingsås in till Göteborg samt mellan Gnesta och Järna. Där får snabba tåg hålla nere hastigheten eftersom pendeltåg är i vägen, samtidigt som antal pendeltåg fått begränsas.

## Historik
Efter att Adolf Eugène von Rosen återvänt hem från flera år i utlandet 1845, där han åsett järnvägar i England och Frankrike, började han enträget arbeta för deras byggande i Sverige. Hos politiker var meningarna delade och bland annat kanalbyggaren Nils Ericson var en av de högljudda skeptikerna. von Rosen kunde dock utverka ensamrätt på järnvägar mellan bland annat Stockholm och Göteborg och uppbackad av engelskt kapital började han skissera på alternativa sträckningar.
Tidigast stöd fick han hos ortsbefolkningen i korridoren Göteborg–Alingsås–Vårgårda och år 1848 hade sträckan stakas ut, med pinnar brännmärkta S.J.W. för Svenska Jern Wägen. Men den finansiella krisen i England 1847 hade då redan omöjliggjort planerna.
Medan politiska diskussionerna fortsatte i Stockholm och von Rosen istället valde att fokusera på ett blygsammare projekt med en järnväg mellan Mälaren och Vänern (Köping–Hults Järnväg) så upptog köpmän, godsägare och industrimän i Västsverige istället kampen för en snabb spårbunden förbindelse till huvudstaden, där sträckorna Göteborg–Alingsås och Göteborg–Borås ansågs mest angelägna. Vid ett möte 1852 kom man överens att bilda ett bolag för upplåning av kapital för byggandet, men hann inte igång innan ständernas beslut år 1854, att staten skulle ta ansvar för finansiering, byggande och drift av vissa viktiga sträckor, stambanorna.

### Byggandet, 1855–1862
Den tidigare skeptikern Nils Ericson fick i början av 1855 i uppdrag att med en unik fullmakt, enväldigt leda planeringen och byggande av järnvägar i Sverige. Han inrättade snabbt en Jernwägs-Bureau i Göteborg och satte igång med förberedelserna inför bygget. Bland annat behövde mängder av män rekryteras för byggandet, de behövde dessutom mat att äta och någonstans att sova. Man anlitande även arkitekten Adolf W. Edelsvärd för att ansvara för stationshusens utformning.
Vilken väg järnvägen skulle ta var länge oklart. Men för den västligaste delen tog han upp von Rosens tidigare förslag. Den 30 april 1855 togs det första spadtaget vid byggandet av Westra Stambanan, i Skaveryd (Lövekulle) utanför Alingsås och därefter fokuserade han på sträckan från Göteborg upp mot Vårgårda i ett första steg.
Byggandet var ett enormt företag och redan i maj 1855 var 700 personer sysselsatta längs sträckan, en siffra som på hösten vuxit till 2650 man. På sträckan söder om Alingsås till Göteborg går järnvägen utmed Säveåns dalgång, där höjder, dalar och sjöar avlöser varandra, varför flera dyrbara konstbyggnader behövde uppföras. Man hade även tänkt sig att bygga bankar över vikar till Sävelången och Aspen, men bottenleran svalde massorna man dumpade i varför man till slut var tvungen att modifiera sträckningen och spränga sig in i de bergiga sjökanterna istället. Nils Ericsons konstaterade i en rapport att delen Jonsered till Alingsås är "den i förhållande till längden kostsammaste och mest arbetsdryga del av Västra Stambanan mellan Göteborg och huvudstaden". Den första sträckan som öppnades var således sträckan ut från Göteborg till Jonsered, vilket skedde med pompa och ståt i december 1856.
Göteborgs Handels- och Sjöfartstidning skrev ett referat från händelsen: "Färden har varit gynnad av vackert väder och gått i allo lyckligt. Vägen till Jonsered tillryggalades på 23 minuter. Efter ankomsten dit hade hr major Norström den artigheten att inbjuda sällskapet till Bokedal, varest, sedan allehanda förfriskningar blivit bjudna, H. M. konungens skål föreslogs av hr lagman Engelblom. Återvägen anträddes kl. 1 och tillryggalades på 20 minuter. (Andra tåg hava förut passerat på mindre än 15 min.) Lokomotiven voro prydda med svenska och norska flaggor samt konungens namnchiffer. Det kunde för Göteborgs invånare icke vara utan ett livligt intresse att deltaga i denna första provresa på en järnväg, som otvivelaktigt kommer att utöva ett utomordentligt inflytande på hela landet i allmänhet och Göteborg i synnerhet. För mången ägde ock färden hela det behag, blandat med en viss häpnad, som den första resan på en järnväg måste ingiva."
För fortsättningen över slätten norr om Vårgårda rådde det delade meningar om på vilken sida man skulle runda berget Billingen och sjön Mälaren. Enligt von Rosens ursprungliga förslag skulle man följa den gamla postvägen väster om Billingen, förbi orter som Skara, Mariestad och Hova vidare upp förbi Örebro och Västerås och norr om Mälaren till Stockholm. På så sätt skulle man binda ihop största möjliga befolkning. Men Ericson hade näringspolitiska mål med sin bana, att gynna de bygder som låg långt från inre vattenleder och stora allfarvägar. Kunglig Majestät biföll så Ericson genom beslut den 18 mars 1856, att banan skulle gå öster om Billingen, via Falköping och Skövde till Töreboda vid Göta kanal. Men motståndet var större när det gällde Ericsons planer för den norra rutten, men efter ännu en tids deliberering (överläggning) fick han i september 1857 sin vilja igenom även där, varpå sträckningen via Hallsberg, Katrineholm och Södertälje spikades med motiveringen att det var den snabbaste vägen mellan rikets två största städer.
När sommaren kom 1857 bedrevs arbeten på hela sträckan mellan Jonsered och Töreboda, med inte mindre än 7 700 man under kulmen i juli månad. I december det året stod järnvägen färdig förbi Alingsås station till Vårgårda. 1858 till Falköping och 1859 till Töreboda. Samtidigt hade byggandet inletts från Stockholm och 1860 stod järnvägen klar från Stockholm S till Södertälje Ö och 1861 till först Järna och senare Gnesta. Det sista byggnadsåret blev 1862 och första augusti inleddes trafik till Sparreholm från öster och till Hallsberg från väster. Samma dag öppnades bibanan från Hallsberg till Örebro (sedermera del av Godsstråket genom Bergslagen) som tillsammans med den tidigare påbörjade Köping–Hults Järnväg nu gav Göteborg anknytning till insjöhamnen Köping vid Mälaren.
Nyboda tunnel byggdes i samband med att Västra stambanan drogs till Stockholm år 1860. Arbetet med att spränga ut den första tunneln började den 16 juli 1858, genomslag skedde 7 sept 1859 och tunneln var färdig i juni 1860. Det var även den första järnvägstunneln som anlades i Sverige och det var fångar från Långholmens fängelse som sprängde den med hjälp av svartkrut och hivade sedan upp sprängstenen med handdrivna kranar. De tvingades också hugga sten bevakade av vakter med gevär.
Den 270 meter långa banken över Årstaviken vid Stockholm krävde väldiga fyllnader, då man måste gå ned ända till 22 meter under vattenytan innan man nådde fast botten. Över 115 000 kubikmeter fyllnadsämnen gick åt, och dessa kunde inte hämtas i närheten utan måste fraktas i pråmar i en och en halv mil. Bankfyllningen krävde över ett års arbete.
Byggnadskostnaden var 32.387.255:- i denna summa ingick 40 stationer och 186 banvaktstugor.

### Invigningen 1862
Hela sträckan stod färdig senare på hösten 1862 och invigningståget avgick från Stockholm klockan 8,54 på morgonen den 3 november med idel potentater och kung Karl XV ombord. Sent på kvällen dagen efter kom man till Göteborg, efter en sällsynt triumfatorisk resa under äreportar och fyrverkerier, längs resta flaggstänger och lysande transparanger, till ideligt saluterande och skålande. Väl kommen till den överdådigt dekorerade banhallen hölls tal av landshövding Fåhraeus till stambanan och kungens ära, och efter ordens- och medaljutdelning tog kungen på Ericsons anmodan till orda "Jag förklarar härmed Västra stambanan öppnad!"
Bal anordnades på Börsen i Göteborg samma kväll men trängseln gjorde att det inte blev så mycket dans för de samlade. Vid midnatt bröt kungligheterna upp, och en halvtimma senare avblåstes tillställningen. Dagen därpå välsignades järnvägen under en tacksägelsegudstjänst i domkyrkan, och dagen till ära predikade domprosten Peter Wieselgren på vers. Efter att ytterligare saluter skjutits och festligheter och måltider avlöst varandra, återvände tåget med alla potentater tidigt på morgonen den 6 november till Stockholm.
Västra stambanan öppnades för allmän trafik två dagar senare, den 8 november 1862. Då kunde också konstatera att statens kostnad för byggandet av banan stannat på 36 miljoner riksdaler. Efter ett års trafik kunde man även konstatera att banan befordrat sin första kvartsmiljon resenärer.
I och med invigningen tog hela resan mellan Göteborg och Stockholm fjorton timmar. Det skall jämföras med de sex till sju dagar det tidigare tagit med gästgivarskjuts. Inte ens med diligensen som öppnade 1832 kom man under fyra och en halv dag, och då till priset av ideliga hästbyten och övernattningar i bara Sollebrunn, Mariestad, Örebro och Västerås. Lite snabbare kunde det gå med båt över Göta kanal som öppnade hösten samma år, som kortade restiden till fyra dygn och fyra timmar med full ånga. Men det allra snabbaste sättet att resa innan Västra stambanan påbörjades, var med ångbåt till Hult och vidare med diligens till Köping och ännu en ångbåt, vilket gav en restid mellan Göteborg och Stockholm på två och en tredjedels dygn.

### Tiden som enkelspår, 1862–1958

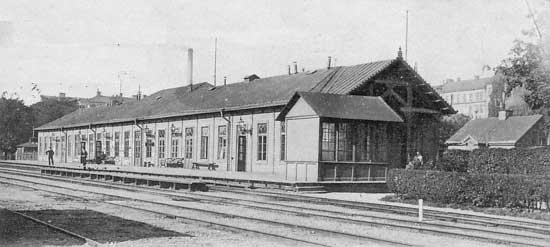
Stockholms södra station, fotograferad år 1904

I norr var Stockholms södra station på Södermalm banans ursprungliga slutstation. På andra sidan staden fanns Stockholms norra station som var slutstation för Norra stambanan. Men Nils Ericson ville tidigt binda samman banorna till Stockholm med en gemensam centralstation. Efter en seg kamp där nu bland annat A. E. von Rosen hörde till skeptikerna, fastställdes planerna för ett byggande 1864. År 1871 invigdes så Sammanbindningsbanan mellan Stockholm S och C som landets och Västra stambanans andra dubbelspåriga järnvägssträcka. Den byggdes i stort sett hela vägen som bro och tunnel och blev med en kostnad på två miljoner riksdaler per kilometer i 1870 års penningvärde sin tids dyraste järnvägsprojekt. Denna sträckan är kvar i stort sett likadan, utöver att Södra tunneln är ombyggd och dragningen över Centralbron ersatte den äldre öppningsbara bron, däremot har hamnspåret som samtidigt byggdes längs Skeppsbrokajen med växlar, samt några hållplatser, slopats.
Den första dubbelspårssträckan invigdes några år tidigare, 1868, för att hantera trafiken på utfarten söder från Stockholm S över den ursprungliga linjen över Tanto mot Liljeholmen. Efter dessa första bandelar, dröjde det till början av 1900-talet innan utbyggnaden till dubbelspår började på allvar. I söder invigdes sträckan ut från Göteborg till Olskroken 1908 och året därpå från Liljeholmen till Rönninge i norr.
Vid den vidare utbyggnaden till dubbelspår från norr och söder gjordes stora linjerätningar. Tunneln vid Jonsered är till exempel inte ursprunglig, utan tillkom vid utbyggnaden till dubbelspår 1912. Inte heller de båda Ubberedstunnlarna efter Floda, som öppnades vid invigningen av dubbelspåret till Norsesund 1916, är ursprungliga utan en konsekvens av linjerätningar. År 1921 fick banan en ny dragning genom Södertälje som ett led i dels utbyggnaden av Södertälje kanal och dels den större dubbelspårutbyggnaden. Den gamla stationen, Södertelge öfre, ersattes då av Södertälje södra (senare omdöpt till Södertälje hamn).
År 1923 elektrifierades banan, som andra ordinarie huvudlinje efter Malmbanan. Årstabron öppnades i slutet av 1929 i samband med byggandet av Hammarbyleden och innebar en omläggning och förkortning av linjen mellan Älvsjö och Stockholm S. Delar av den gamla dubbelspårssträckan från Stockholms södra blev således avsnörpt då den gamla bron revs, även om spåren behölls som hamnspår (delvis upprivna idag). Ytterligare linjerätningar gjordes 1950–1954 på sträckan i samband med dubbelspårsbygget. Bland annat runt Stockholms södra, fast då för att ge plats åt delar av Stockholms tunnelbana. År 1958 var dubbelspårsutbyggnaden färdig och Västra stambanan blev därmed den första banan i Sverige med dubbelspår i hela sin längd.

### Snabbtågsanpassning 1907–1995

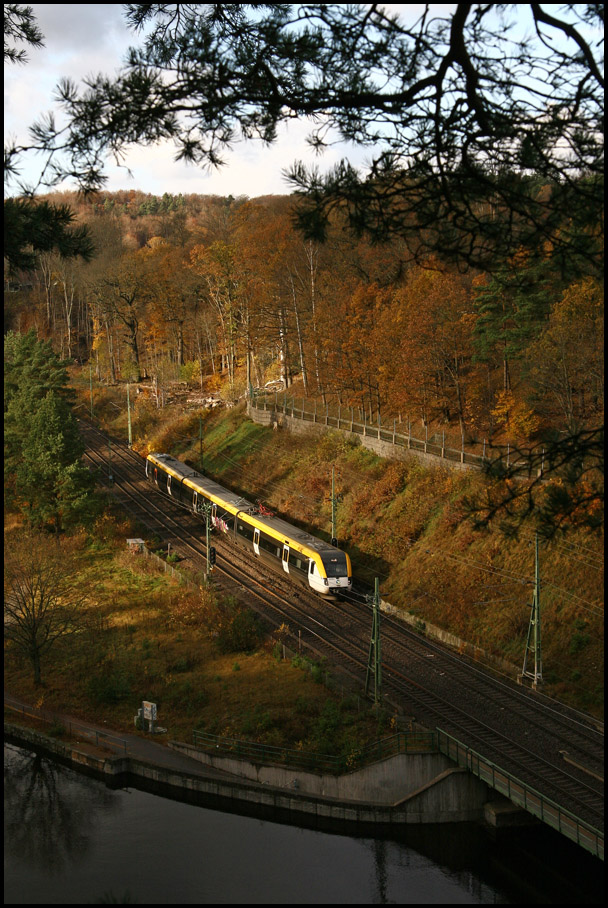
Ett Regina regionaltåg vid Jonsered

Innan 1907 var den största tillåtna hastigheten vid Statens Järnvägar 85 km/h på sommaren och 75 km/h på vintern, men från det året gällde 90 km/h året runt. Medelhastigheten kunde dock öka ändå, genom att den högre farten kunde medges på allt fler sträckor varefter linjerätningar utfördes och spårgeometrin sågs över. Senare med elektrifiering fick loken nog med kraft för att hålla farten även i uppförslöpor som tröttade ångloken. Det fanns dock en gräns och under slutet av 1930-talet, och i samband med beslutet att hela Västra och Södra stambanorna skulle få dubbelspår, så bestämdes det att man även skulle anpassa sträckorna till 120 km/h. För detta krävdes kraftigare räls, utgrävningar och dränering av banvallen där så behövdes, makadamballast och tätare sliperavstånd. Från 1946 började vissa sträckor få 120 km/h som största tillåtna hastighet och från 1948 130 km/h. Snart övergav man träslipers för betong och övergick till helsvetsad räls med stabilare rälsbefästningar.
Utbyggnaden till 130 km/h i timmen fortgick fram till slutet av 1960-talet och för 1980-talet blev siktet inställt på 160 km/h för lokdragna passagerartåg. För att kunna uppnå de senare farterna krävdes åtgärder på kontaktledningarna och det nya signalsäkerhetssystemet ATC som började rullas ut 1980. 
Med högre fart blir inte bara konsekvenserna av en olycka svårare, utan det blir även svårare för lokföraren att korrekt uppfatta de optiska signaler som finns utmed banvallen. ATC innebär att denna och kompletterande information presenteras för lokföraren i hytten istället. Systemet ingriper också om lokföraren inte reagerar tillräckligt snabbt på nytt signalbesked om hastighetssänkning eller stopp, allt för att minimera risken för olyckor beroende på den mänskliga faktorn.
Från 1985 fick passagerartåg dragna av Rc3- och Rc6-lok köras i 160 km/h och stambanan blev snabbtågsanpassad från 1989 genom etablering av ATC längs med hela banan. Året efter lanserades X 2000 och redan vid trafikstart körde man stora delar av sträckan i 200 km/h. Anpassningarna fortsatte dock genom justeringar av signalsystemet, slopande eller ombyggnad av plankorsningar och optimering av spårgeometrin – även om man inte gjorde något åt de kurvor som tar ner farten.
Det finns långsamma kurvor, men var även kapacitetsbrist på utfarten från Stockholm till Södertälje. För att avhjälpa detta byggde man den 31 km långa Grödingebanan mellan Flemingsberg och Järna i en ny parallell och "rakare" sträckning – den är byggd för 250 km/h även om varken nuvarande signalsystem eller fordon klarar av den hastigheten. Med banan kom Igelstabron och Södertäljes nya fjärr- och regionaltågsstation, Södertälje syd att räknas till Västra stambanan. Efter öppnandet 1995 går pendeltåg på den gamla sträckan till Södertälje, medan övriga persontåg leds över den nya, och godståg på båda.

### Fyrspår, 1938–2017

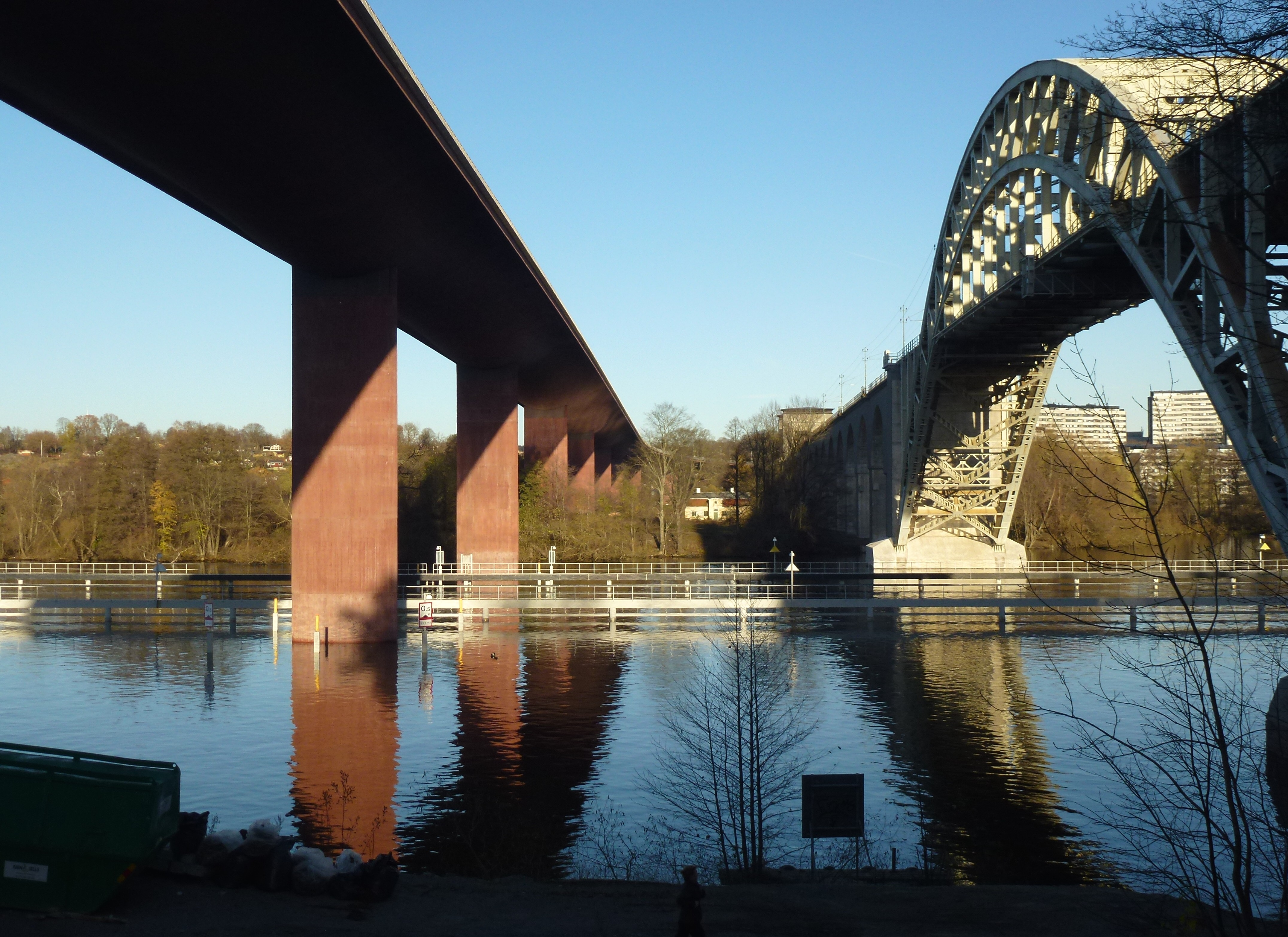
Årstabroarna i Stockholm, över Årstaviken. Den nyare, västra bron (till vänster) och den äldre östra, sedda från Årstasidan, november 2012.

I början av 1930-talet byggdes Statens järnvägsstation om och till för att överta all tågtrafik från de då tre samlokaliserade stationerna i Göteborg och blev därmed Göteborgs centralstation. Detta ledde vidare till att Västra stambanan fick sitt första fyrspår på sträckan Olskroken-Göteborg C (2 km) 1938, där trafiken från Bohusbanan och dåvarande Bergslagernas Järnvägars huvudlinje (Norge/Vänerbanan) nu trängdes.
Västra stambanan fungerar som en nationell huvudlinje och tar över trafik från många anslutande banor. I Stockholm öppnades banans första fyrspår 1972 mellan Årstabrons landfäste och Älvsjö där Nynäsbanan ansluter. Utbyggnaden har senare gått vidare, med utbyggt fyrspår från Älvsjö till Flemingsberg 1988 och om man räknar ihop Grödingebanan med den parallella, men krokiga gamla linjen mellan Flemingsberg och Södertälje, så var det 1995 fyrspår från Järna till strax söder om Årstabron (44 km). I Järna ansluter Södra stambanan planskilt sedan 1993 med en av två tentakler till Västra stambanan, den andra i Katrineholm. År 2005 kunde man förlänga fyrspåret in till Stockholm S genom öppnandet av den Nya Årstabron (2 km fyrspår). Banan mellan Södertälje centrum och Södertälje hamn byggdes om till dubbelspår 2011–2013.
Den 2,5 km långa sträckan mitt inne i Stockholm mellan Stockholms södra station och Stockholm centralstation var fram till juli 2017 Sveriges hårdast trafikerade dubbelspår på statens spåranläggning. Citybanan är en serie tunnlar som går från spårsystemet i Tomteboda och gör en sväng under staden med två nya stationer innan den åter ansluter till fyrspåret vid Stockholm södra station. Därtill har det byggts en bro (Älvsjöbågen) för planskild anslutning i Årsta för den järnvägstrafik i nordlig riktning (uppspår) som inte är pendeltågstrafik; i Sverige körs tågen i vänstertrafik och inom järnvägskretsar brukar det talas om upp- och nedspår, där uppspåret har norrgående trafik. Innan Citybanan öppnades kördes tågen i riktning mot Stockholm över Nya Årstabron, medan tågen från Stockholm kördes över Gamla Årstabron. Efter att byggnationerna färdigställdes har passagen över Årstabroarna fått två parallella dubbelspår mellan Älvsjöbågen och Södra station istället för den vanliga ordningen i Stockholmsområdet med pendeltågen innerst och övrig tågtrafik på de yttre spåren. Detta då pendeltågen i båda riktningar behöver gå över Nya Årstabron för att komma till rätt tunnel och vice versa för att all annan trafik skall komma till nuvarande tunnel som leder till Stockholm C. Byggnadsarbetena för Citybanan startade 2008 och trafiken öppnade i juli 2017.
Även på sträckan Olskroken-Göteborg C (2 km) är det fyrspår. Detta fyrspår körs inte med vanlig vänstertrafik, utan mer flexibelt beroende på vilket spår på stationen och på vilken järnväg tåget ska köra. Ofta körs vänstertrafik på de två södra spåren för tåg på Västra stambanan och de två andra spåren för tåg norrut/norrifrån.

## Framtid
Västra stambanan har mycket blandad trafik med snabbtåg och godståg som båda skall gå långa sträckor längs linjen utan att störa region- och pendeltågens fasta tidtabeller. Denna blandning av olika trafikslag, med olika stoppmönster och medelhastigheter blir ett stort problem – snabbare tåg behöver sakta in för långsamma framförvarande tåg.
På sträckan mellan Alingsås och Göteborg är det mest kritiskt, där är man redan uppe kapacitetstaket. Banan där är kurvig, men tidvis är det snarare framförvarande tåg som håller ned farten. Banverket ville bygga fyrspår genom Lerum, så att fjärrtåg kan köra om pendeltåg. Det har dock Lerums kommun motsatt sig av buller och intrångsskäl. De kunde istället tänka ha en ny bana för att avlasta Västra stambanan, den skulle i så fall gått parallellt med den gamla linjen, fast genom skogen på andra sidan Aspen och runt själva Lerum. Den lösningen skulle dock blivit för dyr. Som en tillfällig lösning skall man bland annat bygga förbigångsspår vid Algutsgården norr om Alingsås och i Stenkullen för att kunna låta snabbare tåg köra om godståg (pendeltåg körs vanligen inte om, eftersom de blir försenade av det[källa behövs]).
En radikal lösning på kapacitetsproblemet skulle vara den planerade Götalandsbanan, en helt ny höghastighetsjärnväg mellan Göteborg och Järna, via Borås och Jönköping. Planering är avbruten, men tanken var att Götalandsbanan skall få överta mycket av persontågen från Stockholm och att dessutom låta en del av regionaltågen inte köra till Alingsås och Vårgårda på vägen till Göteborg från norr, utan från Herrljunga via Älvsborgsbanan gå till Borås för vidare snabbfärd via Bollebygd och Landvetter flygplats till Göteborg. 
Anledningen till att planerna lades på hyllan är delade men främst att Götalandsbanan skulle bli mycket dyr och dra pengar från mer angelägna projekt, men det finns andra argument. Bland annat måste Västlänken vara färdig innan man kan föra in mer trafik genom Göteborg från öster. Västlänken är en planerad tunnel under Göteborg för att binda samman trafiken från Västra stambanan med Kust-till-kustbanan/Västkustbanan från sydöst. Till skillnad från Götalandsbanan så lever dock projektet. 
Götalandsbanan skulle lösa kapacitetsproblemet via att man leder om trafiken till andra banor. Järnvägsnätet är ofta just ett nät och genom att göra om de vägar tåg går genom landet kan man i viss mån styra om trafik från överbelastade banor. Flera projekt pågår för närvarande som skall förbättra möjligheterna att undvika Västra stambanan för godstransporter från norra och mellersta Sverige till Göteborg vilket på kort sikt kan säkra kapaciteten. Att avlasta Västra stambanan är ett av motiven till utbyggnaden till dubbelspår på Norge/Vänerbanan mellan Göteborg och Trollhättan ("BanaVäg i Väst"). Tillsammans med de kapacitetsförstärkningar som kommer att komma med Trafikverkets projekt "BanaGods i Mitt" kan man då köra fler godståg mot Göteborg väster om Vänern.
Utredningarna som ligger till grund för "Bana-projekten", visar dock på att ytterligare åtgärder måste till på Västra stambanan för att den inte den skall bli en hämsko på den ekonomiska utvecklingen till runt år 2020.[uppföljning saknas] Enligt budgetalternativet - som förutsätter att järnvägstrafiken inte ökar enligt de efterfrågetrender som rådde år 2009 - behövs upprustning, ytterligare stationer och ombyggnad av befintliga stationer. För att klara av hela den väntande ökningen så krävs fler spår, antingen genom att Götalandsbanan byggs eller genom att man bygger fyrspår mellan Alingsås och Göteborg samt mellan Skövde och Falköping.

## Banstandard

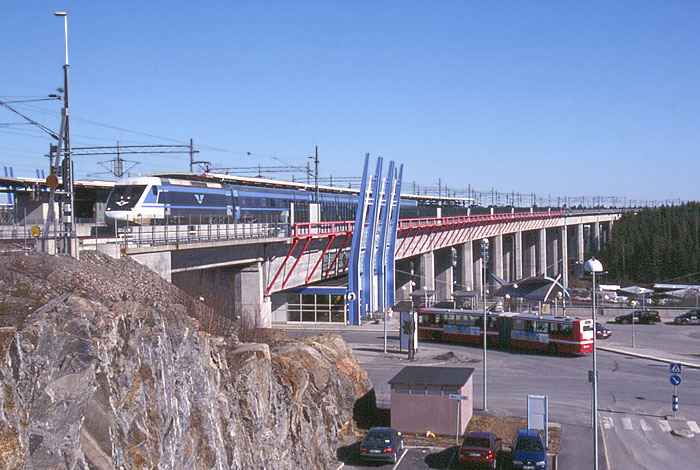
Södertälje syd

Västra stambanan är dubbelspårig, mellan Järna och Stockholms södra är det dock fyra spår. Mellan Järna och Flemingsberg är det två dubbelspår i olika sträckning med Grödingebanan där fjärrtågen går i högre hastighet och den gamla stambanan där pendeltågen går. Från Flemingsberg och norrut är det fyrspår bredvid varandra, med fjärrtågen på de yttre och pendeltågen på de inre spåren. Sträckan Stockholm C–Stockholms södra är dock dubbelspårig och en svår flaskhals, med Sveriges tätaste trafik räknat per spår (24 per timme).
Det finns fem planskilda anslutningar, alla mellan Stockholm och Järna, detta för att mötande tåg som ska till/från anslutade banor inte ska hindra varandra. De ansluter Nynäsbanan, Grödingebanan (båda ändar), Svealandsbanan, Nyköpingsbanan till Västra stambanan. I Hallsberg finns ett spår med liknande effekt för banan mot Örebro (Godsstråket genom Bergslagen). På övriga platser där järnvägar ansluter till Västra stambanan, såsom i Katrineholm, Laxå och Herrljunga finns inga planskilda anslutningar.
På Katrineholm och Hallsbergs stationer sker viktiga anslutningar till Södra stambanan (Katrineholm) och Godsstråket genom Bergslagen (Hallsberg). Sträckan Järna–Katrineholm är hårt belastad och relativt kurvig med sämre medelhastighet än banans genomsnitt. 
Sträckan Katrineholm–Skövde är 180 km lång och Sverige snabbaste längre järnvägssträckning. X 2000 kör den i 200 km/h nästan hela vägen, och på 1:02 vid stopp på dessa båda stationer, en medelfart på 175 km/h. Sträckan Skövde–Alingsås är ganska snabb men med ett antal tätorter som ger lägre medelfart. Sträckan Alingsås–Göteborg är klart långsammast på hela sträckan. Den är mycket kurvig, och medelfarten är bara 90 km/h. Sträckan är 45 km och tar 30 minuter för alla fjärrtåg och regionaltåg. Sträckan är hårt belastad med lokaltåg, och omkörningsmöjligheter saknas. De enda snabbare tågen är ett X 2000-tåg per riktning per dag som kör Stockholm–Göteborg på 2:45 och som får en extra lucka mellan Alingsås och Göteborg på morgon respektive kväll.

## Trafik
Det görs cirka 2,0 miljoner resor med tåg per år mellan Stockholm och Göteborg, mot flygets 1,2 miljoner (och 200 000 med buss). Det ger tåget en marknadsandel på 60 % av kollektiva färdmedel. Fler än 2 miljoner åker dock bil mellan Stockholm och Göteborg per år.[när?]
Den genomgående trafiken på banan består idag (2024) huvudsakligen av snabbgående tåg i SJ:s och VR:s snabbtågskoncept. De gör vanligtvis mycket få uppehåll, och kör sträckan på omkring tre timmar. SJ kör snabbast och delsträckan Göteborg–Alingsås–Skövde tar ungefär en timme. Mellan Skövde och Katrineholm tar det cirka 65 minuter. Den sista sträckan Katrineholm–Södertälje–Stockholm tar en timme. Övriga tåg (klassas som Regional) tar dock istället Mälarbanan via Västerås, och ansluter till stambanan i Hallsberg och gör många stopp. Detta medför visserligen en avsevärt längre restid, men istället trafikerar man fler tättbefolkade områden så att fler kan använda sig av tågen. 
Närmast Göteborg och Stockholm trafikeras banan av pendeltåg i lokal trafik. Det finns även många regionaltåg som trafikerar kortare sträckor, och gör uppehåll där få eller inga snabbtåg stannar. Det finns exempelvis Sörmlandspilen mellan Hallsberg och Stockholm, samt Västtågen mellan Töreboda och Göteborg.

## Galleri

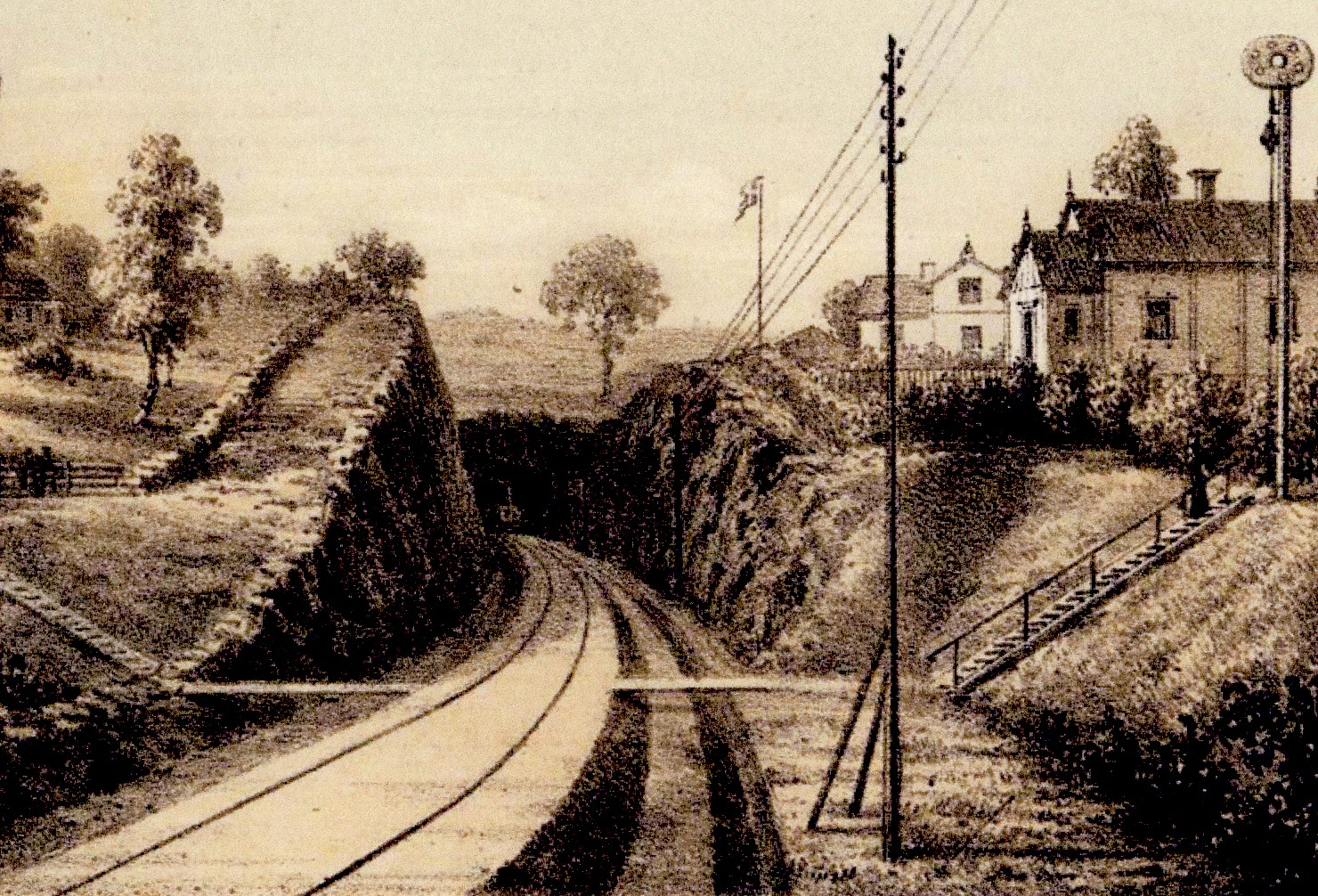
Nyboda tunnel i Stockholm.
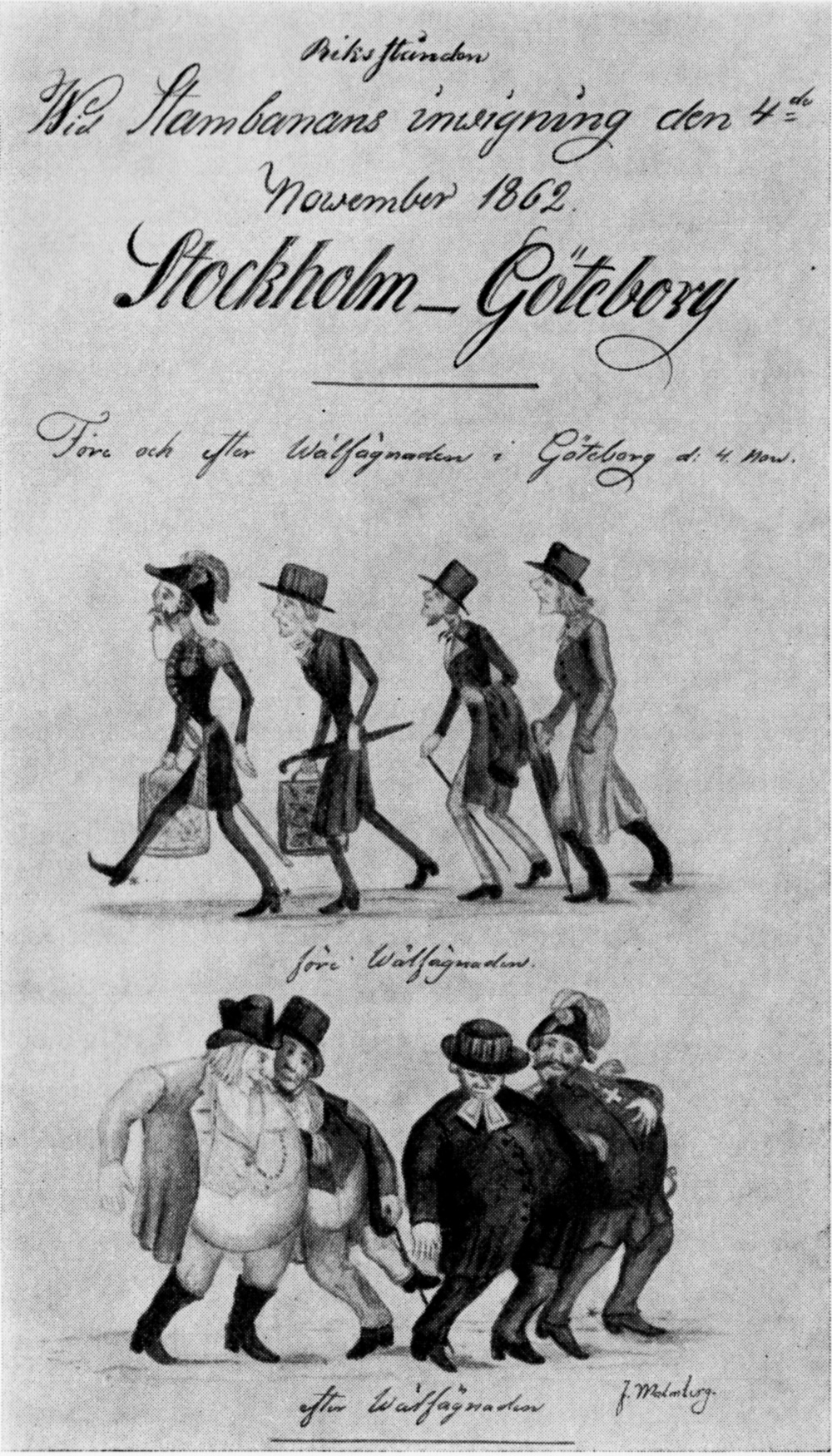
Före och efter riksdagsmännens frosserier i Göteborg
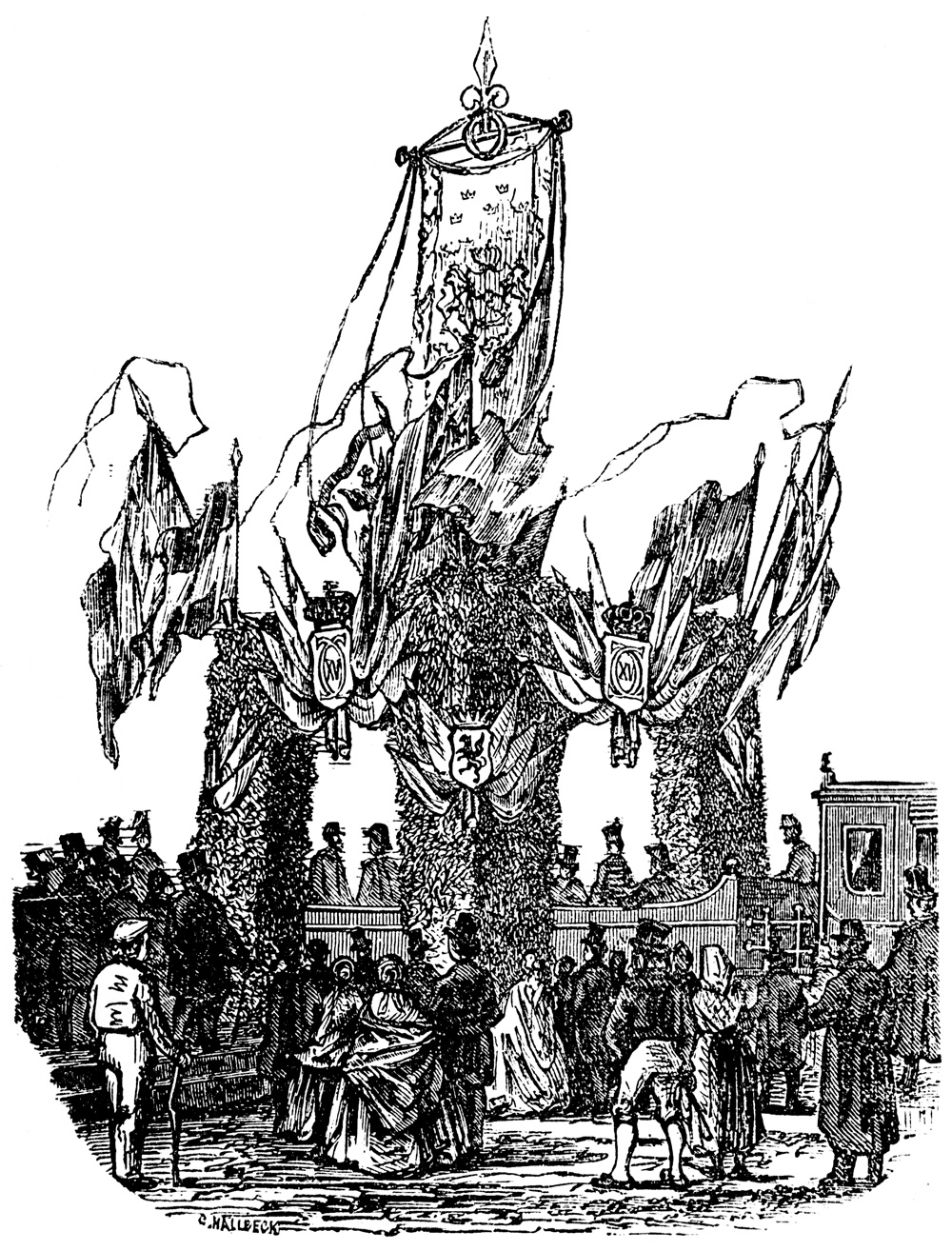
Kungens vagn under äreporten i Flen